# Central térmica El Palmar
La central térmica de El Palmar está situada en la ciudad más poblada de La Gomera: San Sebastián de la Gomera. Cuenta con ocho grupos diésel fijos y dos grupos diésel móviles, todos ellos utilizan diésel oil como combustible.

## Historia
En 1986 entró en producción el primer grupos de 1,6 MW. En 1987 se conectaron a la red dos nuevos grupos con una potencia de 1,6 MW y 2,24 MW. En 1988 entró el segundo grupo 2,24 MW. En 1996 y 2000 comenzaron a operar otros dos grupos fijos de 2,85 MW cada uno. Los dos últimos grupos diésel se pusieron en marcha en 2004 y 2005, cuentan con una potencia de 3,49 MW cada uno.
La central cuenta también con dos grupos diésel móviles. El primero, que comenzó a operar en 1995, tiene una potencia de 1,46 MW. El segundo, con una potencia de 1,02 MW, se conectó en 2012. Todos ellos utilizan diésel oil como combustible.
La central cuenta con el certificado de gestión medioambiental ISO 14001 que concede AENOR y que acredita que sus actividades se realizan de forma respetuosa con el medio ambiente.

## Propiedad
La central térmica del Palmar está participada por:
- Endesa  100%